# 下费雷拉斯
下费雷拉斯（西班牙語：Ferreras de Abajo）是西班牙卡斯蒂利亚-莱昂萨莫拉省的一个市镇。 总面积88平方公里，总人口627人（2001年），人口密度7人/平方公里。